# Xenopsylla nubica
Xenopsylla nubica är en loppart som först beskrevs av Rothschild 1903.  Xenopsylla nubica ingår i släktet Xenopsylla och familjen husloppor. Inga underarter finns listade i Catalogue of Life.